# 魔法少女奈葉系列
《魔法少女奈葉》系列（日语：魔法少女リリカルなのはシリーズ）是日本在2004年10月至2015年6月播放的動畫、電影作品，一共有10部作品，以及依此改編的廣播劇CD、漫畫、輕小說等。簡稱「莉莉卡露奈葉」、「莉莉卡露」以及「奈葉」。在廣義上屬於魔法少女作品，但是它不是兒童向的作品。
在本條目將說明全系列的概要，以及系列共通的設定。
《三角心3》（とらいあんぐるハート3）是2000年由ivory製作、JANIS販售的18禁戀愛模擬遊戲作品，《魔法少女奈葉》系列曾出現在附屬的「虛擬廣告」（即出現在故事內的假企畫）中。之後以2001年販售的Fan Disc《三角心3 莉莉卡露的玩具箱》（とらいあんぐるハート3 リリカルおもちゃ箱）的劇情改編成電視動畫《魔法少女奈葉》系列。

## 系列製作
2008年7月發表即將製作《魔法少女奈葉 The MOVIE 1st》。剧场版确定于2010年1月23日公映。
2009年3月6日，《魔法少女奈叶》系列第四季公布，首先是系列更名为《魔法战记奈叶》（魔法戦記リリカルなのは），系列作品仍由都筑真纪执笔，将首先发布由担任作画的漫画作品《魔法战记奈叶Force》（魔法戦記リリカルなのはForce）。将在角川书店4月30日首发的杂志《娘Type》（此杂志和《Newtype》一样同属角川Type系杂志）Vol.1上开始连载。而《月刊CompAce》2009年7月号起将开始连载系列的另一部漫画作品《魔法少女奈叶ViVid》（魔法少女リリカルなのはViVid）由藤真拓哉担任作画。
作为系列第四期的《魔法战记奈叶Force》将讲述距系列上部作品SS之后6年，25岁的高町奈叶仍然作为一名空战魔导师活跃在一线的故事。
2009年7月，剧场版1st Movie对应的漫画版信息公开，系列作品仍由都筑真纪执笔，由长谷川光司（同时也是A's和SS系列漫画版的作画）担任作画，故事讲述剧场版本篇的前传故事。

## 登場人物
魔法少女奈葉系列的登場人物眾多。頭兩部動畫主要是講述小學三年級女生高町奈葉分別結識菲特·泰斯塔羅沙和八神疾風的過程。第三部則以三位女主角成年后進入時空管理局為主線，延伸出許多相關人物。

## 术语

### 世界觀

#### 次元世界
本作故事發生於一個擁有多世界體系的時空中，其中每一個世界被稱為「次元世界」。一個擁有在不同次元世界間航行技術的管理保護組織時空管理局發源於其中一個次元世界米德切爾達。在眾多次元世界中，受時空管理局管理和保護的世界被稱為「管理世界」，雖然存在文明但不受管理的世界被稱為「管理外世界」，沒有人類存在的世界被稱為「無人世界」，出於某些原因而滅亡的世界被稱為「遺失世界」。

##### 地球
地球是本作中登場的次元世界之一，是劇中人物高町奈葉，八神疾風和吉爾·格雷亞姆的出身地。第1和第2部電視動畫即以地球的鳴海市為主要舞台。
對時空管理局而言，地球是「第97號管理外世界」。地球居民通常不具有使用魔法的資質，也不知道魔法的存在，但偶爾會出現象高町奈葉和八神疾風這樣具有極高資質的人。地球與米德希爾達自古以來極少交流，但中岛原野的祖先來自地球，地球上也有少量地存在一些像高町家或月村家這樣的魔法世界知情者和協助者。

##### 米德切爾達
米德切爾達（A：Mid-Childa），簡稱米德，是本作中登場的次元世界之一，電視動畫第3部《魔法少女奈葉StrikeS》及之後出場的角色大多出身於此，這個世界還是《魔法少女奈葉StrikeS》、《魔法少女戰記Force》和《魔法少女奈葉Vivid》的主要舞台。
米德是時空管理局的發源地，被稱為「第1號世界」。技術、科學、軍事力量等對大多數其它次元世界具有壓倒性優勢，實質上對管理下的世界呈統治地位。除了時空管理局以外，目前尚沒有表明米德有任何其它公權力機構，具體政治體制不明。
米德世界的天空中漂浮著數個像月球一樣的衛星，首都庫拉納綱（クラナガnn，Cranagan）是一個未來型的大都市，首都以外的地區包括貝爾卡自治領等。擁有魔法資質的魔導師大多定居在米德，並在此基礎上開發了米德式魔法體系，各種魔導器和魔法系統的研究也在米德大量展開。高町奈葉等大多數主要角色在成人後均定居於此。

##### 貝爾卡
貝爾卡（A：Belka）是本作中提及的一個「遺失世界」，貝爾卡歷史眾說紛紜，充滿謎團。古代貝爾卡式魔法體系在此開發。
在SS的設定中是一個由聖王統治的統一國家，而Vivio和之後發售的Drama CD《魔法少女奈葉 Sound Stage X》提及貝爾卡曾經存在數個分立的國家，這些國家被不同的王族統治的期被稱為「諸王時代」，最後聖王通過戰爭完成了統一。由于貝爾卡的戰亂史，貝爾卡人開發了諸如暗之書，聖王搖籃等兵器，在後世成為了危險的太古遺產。貝爾卡滅亡後，一部分貝爾卡王族後裔流落到米德定居，貝爾卡本身則依然因為眾多太古遺產的作用而成為次元世界震動的震源。
另外，貝爾卡相關的專有名詞大多源於德語。這是否與作品中的地球上的德國有關，本作沒有給出說明。可能來源於皇牌空戰系列中的貝爾卡公國。

### 法器
法器（又譯魔導儀）（デバイス），是日本动漫魔法少女奈葉系列中的設定之一。

#### 概要
法器是魔導師使用魔法的主要輔助器具。
在本作一系列的設定中，法器也跟著魔法技術的演進不斷的在變更著。
法器大致可依照AI的種類去做細分。

##### 智能型法器
由於此種法器在製作中的過程相當特殊，這類法器也能判斷時機，依據自我意志而使用魔法。
此類法器根據其AI，與主人的契合度有著相當密切的關係，甚至依據其契合度還能發揮同等魔導器程度以上的能力，必須是要相當高水準的魔導師才能隨心所欲的使用。
這類法器由於相當精密，其本體構造相當脆弱，當使用魔法的負荷超過一定限度時，便會造成不可修復的永久損壞。

##### 記憶型法器
相對於智能型法器被其製作與使用條件上限制，記憶型法器被作為法器的量產型而廣泛的被運用著。
記憶型法器的AI不同於智能型法器的高度AI，大多數都只是作為魔導師純粹的輔助品而存在著。
雖然如此，但其中也有著珍品般、搭載的AI不輸給智能型的記憶型法器存在著。

##### 武裝型法器
幾乎都擁有著武器外觀是其最大的特點。
能透過其獨特的「貝爾卡式魔力彈裝填系統」與變形等能力暫時性的大幅提升魔力。
除了在魔法少女奈葉ViVid中出現的幽靈(ファンタズマ/Phantasma)為米德式外，其他武裝型法器皆為貝爾卡式。
此類法器並不一定具有AI。

##### 融合型法器
相當特殊的一類法器，可以讓法器與特定的魔導師進行融合。
融合後，魔導師的外貌會有所改變，其魔力獲得絕大幅度的提升。
雖然如此，其融合行為是具有相當的危險性。融合失敗的後果有可能造成區域性的毀滅。
融合型法器與其他法器相比，不但擁有自我意志，還可以如同真人般的過著其生活，甚至還能單獨使用魔法。

##### 強化型法器
同樣是相當特殊的一類法器，外觀為手套。
能強化特定對象所持有的法器，使其發揮出水準以上的能力是其特點。

##### 贝尔卡式魔力弹填装系统
代號CVK-792，一种能短时间提升使用者法器能力的法器组件，最早出现于魔法少女奈叶A's的守護騎士法器中，外形与现代枪械的枪机相仿，平时由法器使用者通过将多余的魔力转移到子弹外形般的魔力容器作为弹药储备，在使用时通过填装装置将容器内的魔力全部释放，从而使当时的法器能发挥比平时更大的威力。
魔法少女奈叶A's故事初期，高町奈叶和菲特·泰斯塔罗沙因为该系统而吃足了守護騎士的苦头，后来其法器AI为了主人的安危而自愿要求加装此组件。
早期的贝尔卡式魔力弹填装系统安全性有限，会对使用者和法器造成伤害，如高町奈叶在魔法少女奈叶StrikerS中被透露在过去一次战斗因为过度使用而造成法器严重受损和身体几乎致残的严重受伤，但随着技术的改进，在魔法少女奈叶StrikerS的故事中，该系统的安全系得到了改善，并渐渐地被广泛运用在魔导师的实战上。

#### 法器一覽

##### 第一作中登場的法器

###### 旭日之心（Raising Heart）
旭日之心，是本系列中的主要法器之一，屬於智能型法器，持有者為尤諾·斯克萊亞與高町奈葉，聲優是Donna Burke和緒方佑奈。
- 特徵

待機狀態下的外觀為一顆圓形的鮮紅色寶石，奈葉為其加上了綁繩，使其便於攜帶。
擁有等同一位管理局獨立局員的高智能，不但能協助新型魔導器的設計，更能自動將戰鬥數據的分類或傳送。
戰鬥狀態下的外觀為法杖，發動攻擊魔法時，靠近其本體的位置會轉變為音叉狀。
劇場版與原作的外型有相當大的差異。
- 有關旭日之心的主要劇情
- 第一作

尤諾將其讓渡給了奈葉，之後成為奈葉的法器。
本作中的旭日之心擁有基本的三種模式，分別是杖外觀的「法器模式」（Device mode）、遠距離攻擊狀態下的「射擊模式」（Shooting mode）、捕捉寶石種子時的「封印模式」（Sealing mode）。
- A's

在劇情中依據自我意志，與雷光戰斧一同加裝了「貝爾卡式魔力彈填裝系統」。其名稱也改為烈日之心（レイジングハート エクセリオン，Raising Heart Exelion）。
本作中的旭日之心增加了新的三種攻擊狀態下的模式，分別是適合高速機動作戰的「流星模式」(Axel Mode)、遠距離攻擊狀態的「烈魄模式」(Buster Mode)、以及使用危險性高的最大輸出型態「烈日模式」(Exelion Mode)。
- StrikerS

作為奈葉的戰技訓練、以及隊員們法器製作的助手而活躍著。
其中把A's時期的「烈日模式」的改良為「穹極模式」（Exceed Mode），擁有最高的攻擊力，被奈葉視為王牌。
在危急情況時使用的「星煌系統」(Blaster System)是原先「烈日模式」的一部分(StrikerS時烈日模式已被分拆成穹極模式及星煌系統)，遠遠超出身體承受界限的自我強化，使用高度集束和魔力彈裝填系統進行無視魔力的超負荷，從而突破自己極限的系統。副作用為魔力加倍消耗(JS事件後最大魔力值下降8%)，維持時間極限減少，身體和法器需承受極大量魔力壓迫而帶來損害。
- 劇場版

劇場版裡的旭日之心外觀設計上有些許變更。
劇情表現與原作相同，但智能相當高，奈葉大部分的魔法及戰鬥知識都是由此而來，破壞力也相當驚人。
第一部裡射擊模式被改稱為「砲擊模式（Cannon Mode）」
- VIVID

故事最初是奈葉暫時借給薇薇歐練習魔法的替代法器，直到神聖之心正式成為薇薇歐的法器為止。本作中的外觀添加了一對小翅膀，並且隨自己的意志在奈葉等人身邊活動。
- Force

作為试验AEC武器的性能而活躍著。
由于魔法对“蚀”的感染者无效所以没有参战，但是还会帮助奈叶操作外一个AEC武器Fortress来对战。
- INNOCENT

與原作相同，為奈葉的遊戲中使用的法器，屬性為「神聖」，原名為「RH-01」，現有新名字為奈葉所取名，不同的是使用語言為日語。

###### 雷光戰斧（Bardiche）
雷光戰斧，是本系列中的主要法器之一，屬於智能型法器，持有者為菲特·泰斯塔羅沙，聲優是Kevin J England。
- 特徵

待機狀態下的外觀為一顆三角形的金黃色寶石。
戰鬥狀態下的外觀為長柄鐮刀，發動攻擊魔法時，前端會出現黃色光芒的刀尖。
較為沉默寡言，相當忠誠，對於菲特的身體狀況會較為注意。
- 有關雷光戰斧的主要劇情
- 第一作

被菲特視為最知心的搭檔，與其一同奮戰到事件的結束。
本作中的雷光戰斧擁有基本的三種模式，分別是斧頭狀外觀的「法器型態」（Device form）、近距離攻擊狀態下的「鐮刀型態」（Scythe form）、捕捉寶石種子時的「封印型態」（Sealing form）。
- A's

在劇情中依據自我意志，與旭日之心一同加裝了「貝爾卡式魔力彈填裝系統」。其名稱也改為雷神戰斧（バルディッシュアサルト，Bardiche Assault）。
本作中的雷神戰斧增加了新的三種攻擊狀態下的模式，分別是泛用性高的「突擊型態」(Assault Form)、近距離攻擊狀態的「巨鐮型態」(Haken Form)、以及高出力下、有著巨劍外觀的「雷神型態」(Zamber Form)。
- StrikerS

本作中的雷神戰斧增加了被菲特當作使用限界昇華時的雙劍型態「雷舞型態」(Riot Form)，同時該型態也能將雙劍併成一把巨劍的「雷舞聖刃」（Riot Zamber）。
- 劇場版

劇場版裡的雷光戰斧外觀設計上有些許變更。
在第一部中將封印型態改稱為「鋒槍型態」（Glaive form）。
在第二部中巨鐮型態的英文從Haken變成Cresent。
- Force

本作中的雷神戰斧被升级为第5代法器，不能说话但能把魔法攻击换成能量攻击，对“蚀”的感染者有效。增加了被菲特當作使用限界昇華時的雙巨劍型態「雷舞型態2」(Riot Form 2)和更加巨大的巨劍外觀的「雷神型態2」(Zamber Form 2)。

###### S2U
S2U，是本系列中的法器之一，屬於記憶型法器，持有者為克羅諾·哈洛溫，聲優是久川绫。
- 特徵

待機狀態下的外觀為一張鑲著藍色石頭的灰色卡片。
戰鬥狀態下的外觀為法杖（長度較長）。
雖然是記憶型法器，但是其搭載的AI、功能，與身為智能型法器的旭日之心與雷光戰斧足以一較高下。
- 有關S2U的主要劇情
- 第一作

從劇中至劇末，作為克羅諾的搭檔而活躍著。
- A's

克羅諾配合其高速發動魔法的特性，揭穿了假面的戰士其真實身份。

##### A's中登場的法器

###### 夜天的魔導書
夜天的魔導書（夜天の魔導書），是本系列中的主要法器之一，屬於記憶型法器。持有者為八神疾風，聲優是Alexandra Haefelin。
- 特徵

本體外觀為一本外表看似有點陳舊的書。
戰鬥狀態下，其管制人格還能與使用者融合，藉由法杖與魔導書記載的各種強力魔法進行攻擊。
- 有關夜天的魔導書的主要劇情
- A's

原法器设定用于流转于不同持有者来收集各种魔法技术并进行研究的魔导书，但在某次流转中，原定目标被修改为吸收其他魔法使用者的力量，而导致管制人格被污染。而且作为其持有者如果不进行对魔法的话，会损害持有者的身体直至死亡，也就是导致疾风残疾的原因，即使收集力量完成也会发生大型破坏以杀死持有者流转至下个持有者。 劇情中因為其可怕的負面能力，被稱為「暗之書」，是整部作品的主軸。
事件後，其管制人格天使之翼提出自我毀滅的要求，夜天的魔導書其負面能力得以完全消滅。
- StrikerS

雖然其管制人格天使之翼已經毀滅，但是疾風自行創造出的天使之翼II卻能輔助控制魔法。
在劇中多次以其強大的廣域攻擊魔法見長。

###### 天使之翼（Reinforce Eins）
天使之翼，是本系列中的法器之一，屬於融合型法器。持有者為八神疾風，聲優是小林沙苗。
- 特徵

天使之翼是夜天的魔導書其管制人格，但是功能中有重大的欠損，與主人融合時會發生嚴重的失控。
最後天使之翼在疾風的覺醒下，決心與其一同阻止失控的防禦程式。之後思考其失控的根源是自己後，決定提出自我毀滅的要求。
她的消失，是疾風心中一直最掛念的事情。

###### 烈焰魔劍（Laevateinn）
烈焰魔劍（レヴァンティン），是本系列中的法器之一，屬於武裝型法器。持有者為希格諾，聲優是柿原徹也。
其名稱是出自於諸神的黃昏。
- 特徵

待機狀態下的外觀，是一條綁著類似劍形狀飾品的項鍊。
戰鬥狀態下，其外觀為可根據實際戰況，變換為一般劍外型的「利劍型態」、可執行中距離戰鬥，鞭外型的「長蛇型態」、以及高出力下，有著弓外型的「蒼鷹型態」。
- 有關烈焰魔劍的主要劇情
- A's

在劇中展現了其近戰格鬥的強大能力。劇末並與希格諾一同為了阻止失控的防禦程式而活躍。
- StrikerS

見到希格諾使用這把劍，使出其劍法的傑斯特，暗中覺悟與決定了某些事情。
在劇末，其接受融合後的強大力量，甚至足以產生範圍型的破壞。
- Force

在劇中與希格諾一起寻找托玛和凶鸟的所在地，遇上凶鸟的成员赛珐并與她战斗，但由于“蚀”的感染者的能力能把身体僵硬化而轻松被破坏。
在希格諾住院的时期中，特务管理局六课的人们把它恢复，加入了防御“魔导杀”的能力使得可以对付“蚀”的感染者，但希格諾與赛珐的第二次对战时并没有登场。

###### 審判之槌（Graf Eison）
審判之槌（グラーフアイゼン），是本系列中的法器之一，屬於武裝型法器。持有者為維塔，聲優是柿原徹也。
- 特徵

待機狀態下的外觀，是一條綁著類似鐵鎚形狀飾品的項鍊。
戰鬥狀態下，其外觀為可根據實際戰況，變換為適合一般鐵鎚外型的「鐵鎚型態」、能夠擊破對手防禦的「爆炎型態」、以及高出力下，有著巨大鐵鎚外型的「巨神型態」。
- 有關審判之槌的主要劇情
- A's

在劇中展現了其突破防禦的強大能力。劇末並與維塔一同為了阻止失控的防禦程式而活躍。
- StrikerS

劇末中出現了其結合爆炎與巨神兩種型態的「烈滅型態」，但也因為連續戰鬥的使用過度而毀壞。
- Force

由于魔法对“蚀”的感染者无效所以没有参战，但训练时还会與維塔一起教导魔导师们。

###### 神聖清風（Klarwind）
神聖清風（クラールヴィント），是本系列中的法器之一，屬於武裝型法器。持有者為莎瑪爾，聲優是Alexandra Haefelin。
雖然屬於武裝型法器，但是因為夏瑪爾的 工作以治療及輔助為主，所以神聖清風並沒有搭載「貝爾卡式魔力彈填裝系統」。
- 特徵

待機狀態下的外觀，是一條綁著數個金色環狀物的項鍊。
戰鬥狀態下，其外觀為鑲著類似綠寶石及藍寶石的數個戒指，以擅長各種支援作戰的魔法而見長。
- 有關神聖清風的主要劇情
- A's

使用了其專屬，相當特殊的魔法「旅之鏡」襲擊了奈葉。劇末並與莎瑪爾一同為了阻止失控的防禦程式而活躍。
- StrikerS

因為其導引能力，得以幫助眾人解除魔法結界。

###### 羅蘭聖劍（Durendal）
羅蘭聖劍（デュランダル），是本作中的法器之一，屬於記憶型法器。持有者為克羅諾·哈洛溫，聲優是Thomas King。
為了克雷姆提督的某一個想法（就是为了A's故事中封印通过诱导暴走的「夜天的魔导书」）而製造出來的它，其性能由於融合了最新技術，甚至擁有智能型法器才有的自我判斷機能，還能與持有者作簡單的溝通。
而因為其內建魔法的特性，又被稱為「冰結之杖」。
法器名是出自於羅蘭之歌。
- 特徵

待機狀態下的外觀與S2U類似，但卡片背景為乳白色。
戰鬥狀態下，其外觀為有著類似長槍尖端的法杖。
- 有關羅蘭聖劍的主要劇情
- A's

接受了克雷姆提督委託的克羅諾，使用其協助奈葉等人順利將暗之書的防禦程式終結。
- 劇場版

在劇場版中則是由琳蒂所保管的法器（推測有可能是其丈夫克勞德的遺物），在劇末交由克羅諾用在對付暗之書的侵蝕暴走體上。並且和電視版相比還多出了四枚額外的遙控反射鏡單元。

##### StrikerS中登場的法器

###### 天使之翼II（Reinforce Zwei）
天使之翼II（ Reinforce Ⅱ），是本作中的法器之一，屬於融合型法器。持有者為八神疾風，聲優是野上尤加奈。
- 特徵

天使之翼II繼承了天使之翼的意志與名字，是由疾風自己創造出來的融合型法器。
她有「八神家的么女」稱號，常被週遭的人稱為「琳」，跟守護騎士們的關係相當好，作為疾風在工作上的助手而活躍著。

###### 蒼天之書
蒼天之書（蒼天の書），是本作中的法器之一，屬於記憶型法器。持有者為八神疾風與天使之翼II（主要）。
- 特徵

原先是疾風與天使之翼II共同持有的法器，後來給了天使之翼II，其體積也變為與其相近的大小。

###### 天劍十字
天劍十字（シュベルトクロイツ），是本作中的法器之一，屬於記憶型法器。持有者為八神疾風。
- 特徵

是疾風最在意的人，她(天使之翼)的遺物。
待機狀態下的外觀，是一條纏著類似劍飾品的項鍊。
戰鬥狀態下，其外觀為法杖，是疾風的施法媒介。

###### 流嵐之輪（Mach Calibur）
流嵐之輪（マッハキャリバー），是本作中的法器之一，屬於智能型法器。持有者為昴·中島，聲優是江戸馨。
- 特徵

待機狀態下的外觀，是一條藍寶石項鍊。
戰鬥狀態下，其外觀為直排輪鞋，成為昴的鞋子。
而它也有控制旋流手甲其收納與裝備的機能。
- 有關流嵐之輪的主要劇情

作為配給成為了昴的法器，劇中多次以其高速與自由性高的作戰而見長。
昴與其互稱「夥伴」，並且在劇情中，為了昴而提出強化要求。

###### 雷影之輪（Blitz Calibur）
雷影之輪（ブリッツキャリバー），是本作中的法器之一，屬於智能型法器。持有者為銀河·中島，聲優是Joanna Day。
- 特徵

待機狀態下的外觀與流嵐之輪類似，但寶石顏色為紫色。
其機能與流嵐之輪是一模一樣的。
- 有關雷影之輪的主要劇情

作為禮物成為了銀河的法器，劇末中，銀河將其暫時借給昴。

###### 旋流手甲（Revolver Knuckle）
旋流手甲（リボルバーナックル），是本作中的法器之一，屬於武裝型法器。持有者為昴·中島與銀河·中島。
- 特徵

是沒有AI的武裝型法器，昴裝備的位置是在右手（為黑色外觀），而銀河裝備的位置是在左手（為白色外觀）。
- 有關旋流手甲的主要劇情

為昴與銀河最重要的人其遺物之一，在劇中主要由藉由它使出攻擊。

###### 交鳴幻境（Cross Mirage）
交鳴幻境（クロスミラージュ），是本作中的法器之一，屬於智能型法器。持有者為緹亞娜·蘭斯特，聲優是Joanna Day。
- 特徵

待機狀態下的外觀，是一張中間有著類似寶石形狀的卡片。
是以緹亞娜原本使用的自製武裝型法器「魔索槍」（Anchor Gun）為藍本開發而成。
戰鬥狀態下，其外觀為手槍，可以依照戰況切換持有單槍或雙槍。
除此以外，也能變成小刀模式執行接近戰，以及輔助緹亞娜的幻術等等用途。
- 有關交鳴幻境的主要劇情

作為配給成為了緹亞娜的法器，劇中以其射擊、支援而見長。

###### 拓路英騎（Strada）
拓路英騎（ストラーダ），是本作中的法器之一，屬於武裝型法器。持有者為艾利奧·蒙迪爾，聲優是柿原徹也。
- 特徵

待機狀態下的外觀是一隻手錶。
戰鬥狀態下，其外觀為長槍。
可透過貝爾卡式魔力彈填裝系統或強化等方式讓其「噴射」，達到突擊性作戰的效果。
名稱來自義大利語的道路。
- 有關拓路英騎的主要劇情

作為配給成為了艾利奧的法器

###### 天命仙羽（Kerykeion）
天命仙羽（ケリュケイオン），是本作中的法器之一，屬於強化型法器。持有者為凱珞·露·露茜，聲優是江戸馨。
- 特徵

待機狀態下的外觀是一雙兩個的手鐲。
戰鬥狀態下，其外觀為手套。
其名稱的來由為希臘神話中的宙斯之子赫耳墨斯所持之杖商神杖(希臘文Kerykeion)。
- 有關天命仙羽的主要劇情

作為配給成為了凱珞的法器，以其獨特的法器強化能力而見長。

###### 幽幻靈蛇（Asclepius）
幽幻靈蛇（アスクレピオス），是本作中的法器之一，屬於強化型法器。持有者為露堤希雅。
- 特徵

與天命仙羽類似的召喚士專用法器。
其名稱的來由是希臘神話中的醫神。
- 有關幽幻靈蛇的主要劇情

多次在劇中使用強力的召喚魔法，露堤希雅的召喚能力可見一斑。

###### 埃基特
埃基特（アギト），是本作中的法器之一，屬於融合型法器。是唯一一開始沒有持有者的法器，聲優是龜岡真美。
- 特徵

常與露堤希雅以及傑斯特三人一起行動的她，在遇到兩人之前，有著一段不想回憶的記憶。
她很尊敬帶她結束那段記憶的傑斯特，常稱呼他為「大哥」；同樣也很喜歡露堤希雅，稱呼他為「露露」。
劇末中，在傑斯特的委託下，進入了八神家，似乎與「琳」還蠻處得來的。
名稱應該是源自於拉丁文，「最初與最後」之意。

###### 暴風雷達（Storm Raider）
暴風雷達（ストームレイダー），是本作中的法器之一。持有者為維斯·格藍修尼克，聲優是Joanna Day。
- 特徵

為有著狙擊槍外型的法器。
- 有關暴風雷達的主要劇情

原先為維斯的愛槍，但發生他所懸念的某件事情（一次人质解救中误伤了作为人质的妹妹）後，將其封印，並且讓它成為直昇機的輔助駕駛。
最後在維斯在勇於面對自己的覺悟下，與其再度搭檔，並且活躍在劇末。

###### 花菱之鐵（Windenschaft）
花菱之鐵（ヴィンデルシャフト），是本作中的法器之一。持有者為莎赫·努艾拉。
- 特徵

戰鬥狀態下的外觀為一對鉤棍，棍端為劍型的法器。
- 有關花菱之鐵的主要劇情

劇中多次以其近戰能力見長，莎赫還藉著它使出類似戰鬥機人們先天固有技能的魔法。

##### ViVid中登場的法器

###### 神聖之心
神聖之心（Sacred Heart），是本作中的法器之一，暱稱為克莉絲，屬於智能型法器。持有者為高町薇薇歐。
- 特徵

外表穿著兔子布偶的法器，本體為水晶。
無語言能力，大多用肢體語言來表達意見，能夠單體飛行，而因為外表是布偶，所以曾表示沾了水後會無法飛行。

###### 阿斯提翁
阿斯提翁（asteion），是本作中的法器之一，暱稱為提奧，屬於智能型法器。持有者為艾茵哈特，声优是阿澄佳奈。
- 特徵

為八神家為艾茵哈特所製作的法器，外表為修托拉的雪豹布偶，但叫聲卻是喵。

##### Force中登場的法器

###### 史提德
史提德（Steed），是本作中的法器之一，屬於智能型法器。持有者為托玛·阿凡尼尔。
- 特徵

為旅行所使用的法器，可以用来拍照或读取魔法的资料，但不会使出任何魔法攻击，拥有自我意志。

###### 馨雾手囊
馨雾手囊（Perfume Grab），是本作中的法器之一，昵称为雾菲，屬於智能型法器。持有者為艾希絲·伊古雷特。
- 特徵

為可以把暗器藏在四粒球里面然后在战场上使用，同时也可以把球里面的暗器给结合出新的暗器出来使用，与史提德一样拥有自我意志，但只在艾希絲要使用时才出来会话。

### 魔法

#### 概要
本系列中的魔法，是消耗自身魔力發動特定現象的總稱。
魔法雖然跟隨著系列中時間的推進而不斷的變化，但大致可以依照魔導師發動魔法時所產生的魔法陣外觀、以及所使用魔導器的特徵分類。

#### 用語
米德其魯達式魔法(Mid-Childan magic system，ミッドチルダ式魔法)
其簡稱為米德式魔法，其魔法陣的外觀為圓狀，而魔導器的語系為英語。此類魔法由於控制簡易、用途廣泛、使用難度低，再加上多半都能有著一定的使用距離，但缺點是對貝爾卡式的近距離攻擊難以招架，在魔法的演進途徑中，是比較廣為人熟悉的一類魔法。
大多數的米德式法器外型皆以長杖為居多，其少數擁有不同的外貌。
在第一期的無印版中，所有的魔法都皆為米德式。
魔導師（魔導師）
本作對於魔法師的稱呼，意思是可以使用自由使用魔力和釋放魔法的人物尊稱。依照個人的擅長技能來在稱呼前分類(如專長砲擊的為「砲擊型魔導師」，擅長結界釋放的為「結界型魔導師」)。而自A's系列開始之後則專指使用米德其魯達式魔法的魔法師(昴·中島和銀河·中島雖然使用貝爾卡式魔法，但也歸類於此)。
陸戰型魔導師
以陸地戰為主的魔導師。
陸戰魔導師一般沒有飛行能力，但也有少許例外。
空戰型魔導師
擁有飛行能力，以空中戰鬥為主的魔導師
射擊型魔導師
擅長射擊與砲擊、廣域攻擊、負責援護的魔導師所擁有的稱號。
召喚型魔導師
專門使用召喚魔法的魔導師稱號。在米德式及貝爾卡式中皆有存在，例如凱珞為米德式、璐緹希雅則為貝爾卡式的召喚型魔導師。在召喚魔法的性質上，召喚型魔導師也有著作為使用傳送魔法的專家而存在著。
使魔(使い魔)
對於魔導師使役的人造生物的總稱。
大多是以動物為樣本，或是以死亡的動物用人工靈魂變化而成。而使魔基本上不會有過去身為動物的記憶、，但仍有像艾爾芙般仍保有過去記憶的使魔。會根據契約來消耗魔導師的魔力，使魔能力越高則消耗魔力越多，故證明了其優秀的使魔就會有優秀的魔導師主人，這是不容置疑的。
初始設定為使魔達成任務後就會離開主人，但本作的使魔對魔導師主人是絕對尊敬，關係較為良好。
因為對上貝爾卡式的守護獸會較為棘手，所以多數以格鬥和基礎射擊魔法作為戰鬥方式。
防護裝(バリアジャケット，Barrier Jacket)
利用「魔力」構成的服裝。可用於存在魔法或氣候惡劣的環境，利用「魔法」來保護穿著者減低物理和魔法的攻擊傷害。服裝大多在最初啟動魔導器時決定，而魔導師可自由選擇是否要穿上。多數魔導師的防護裝只會與其他人相似而不會重複，除非有經過特別設定。
貝爾卡式魔法(Belkan magic system，ベルカ式魔法)
在「A's」系列登場，曾經與米德其魯達式共存的另一種魔法系統。
其魔法陣的外觀為三角狀，魔導器的語系為德語。跟米德其魯達式比較，此類魔法的難度較高，一定程度內弱化了魔法釋放攻擊及範圍性攻擊，但是在戰鬥面卻獲得一定程度的物理攻擊強化，其內建的「貝爾卡式魔力彈填裝系統」可藉由濃縮在子彈中的魔力在魔導器中釋放，可以瞬間獲得爆發性的攻擊力和防禦力，受AMF影響的層面也沒有米德其魯達式來的大。屬於因應對人近距離戰鬥而特別演化的魔法。
曾經是跟勢力可以米德其魯達式對抗的魔法體系，但因為過度依賴先天的資質、魔力彈填裝系統的危險性和貝爾卡的崩壞，導致此魔法走向衰退。
在StrikerS中的設定還另外將貝爾卡式魔法細分為「近代貝爾卡式（Modern Belkan）」與「古代貝爾卡式（Ancient Belkan）」，其不同點在於：近代貝爾卡式是以米德其魯達式為底來模擬貝爾卡式的術式，強化了其操作與上手性，融合了米德其魯達式魔法的優點在其中，例如魔力釋放攻擊，語系也不再只使用德語；古代貝爾卡式則以有著相當特殊效果的技能而見長。
而隨著其魔法技術的演進，「貝爾卡式魔力彈填裝系統」在對人體的負面影響上有了一定程度的改善，也因此漸漸的被廣泛運用在魔導師的實戰上。
騎士
在貝爾卡式魔法的使用者中，其優秀的術士被賦予的稱呼。
守護獸
與米德其魯達式魔法的使魔意思相同。本作的守護獸只有札斐拉。
魔導騎士
八神疾風的特有稱號。
詳細設定不明，其名稱是來自於能同時使用米德其魯達式以及貝爾卡式這兩種魔法而有此名稱。
騎士甲冑
與米德其魯達式的防護服意思相同，專指穿在騎士身上的防護服，也被稱作騎士服。
稀少技能（レアスキル）
所使用魔法的特殊技能，在古代貝爾卡式的魔法上幾乎都保有這類的技能。

#### 魔法的分類

##### 攻擊魔法
射擊魔法
凡屬小規模與遠距離的魔力放射攻擊均稱之。其中又可細分為「誘導操作」、「高速直射」「物質加速」三種類型的射擊魔法。一般而言，「高速直射」型的射擊魔法主要為米得基魯達式、而「物質加速」型則主要為貝爾卡式。
砲擊魔法
屬於大規模、遠距離的魔力放射攻擊均稱之。又可分為「集束型」、「直射型」兩種。與射擊魔法最大的不同點，是在於砲擊魔法外觀能看見的魔力，會從施法者放射至使用對象，造成區域性破壞。
斬擊魔法
帶有將命中對象給「切斷」特性的攻擊魔法總稱。
遠距魔法
能夠讓使用者對其不在的地方發動的攻擊魔法總稱。
廣域攻擊魔法
能在一定的空間內，將空間內一個以上的單位，納入其攻擊目標的攻擊魔法總稱。
魔力賦予攻擊
將魔力強化的效果，注入其武器或肉體，使其暫時發揮平常以上的威力，屬於準攻擊魔法，是貝爾卡式魔法的特點之一。

##### 防御魔法
障璧防禦魔法
主要使用防護膜抵銷或柔軟地承受攻擊，為泛用性最高的防禦魔法。
盾型防禦魔法
用相斥的魔力，將攻擊彈開或強制轉向的防禦魔法。
力場防禦魔法
在力場範圍內阻礙特定情況(溫度變化等)發生的防禦魔法.....通常是同時使用複數種類，用障壁和盾作補強。
AMF(魔力連結妨礙力場)在力場係中，屬於相當高等級的技巧。
物理裝甲
成效取決於素材強度的物理性防禦。

##### 捕獲系魔法
束縛型捕獲魔法
使用帶有魔力的繩狀魔法將特定對象束縛的捕獲魔法總稱。
囚籠型捕獲魔法
使用魔力劃出一定的空間，並且將對手封閉在內部的捕獲魔法總稱。

#### 結界魔法
圓狀結界魔法
使用魔力，將所有魔法的效果限定在特定圓狀區域內的結界魔法總稱。
區域狀結界魔法
使用魔力，將所有魔法的效果擴大到特定大範圍區域內的結界魔法總稱。

##### 輔助魔法
回復魔法
包括治癒以及強化等能力的魔法總稱。
干擾魔法
使用魔力將特定魔法的效果減弱或破壞其特性，但並不會因此將對象的魔法抵銷。
移動魔法
包括飛行以及傳送效果在內的魔法總稱。
變身魔法
利用魔力，將使用者的外表變為其他人外表，藉以偽裝身份的魔法總稱。
念話
利用魔力，藉由思考，不必透過言語，經由想法交流與其他對象交談的魔法。

##### 其他魔法
幻術魔法
利用魔力，妨礙其他人認知正確性的魔法總稱。
召喚魔法
利用魔力，在特定場所傳送出特定物體或生物的魔法總稱，其魔法陣的外見樣式相當特殊。
身体操作魔法
利用魔力，让使用者不管受到什么伤都不会感到痛觉，但是对使用者的性命会有副作用。
物質生成魔法
也被称作“魔导杀”，可以让所有的魔法都无效化，但是遇到有实体或真实的魔法攻击时还是会遇到伤害。

### 時空管理局

#### 概要
時空管理局是管理與維護眾多次元世界的司法機關，通常被其內部以外的人簡稱為「管理局」。
它是一個融合了警察制度與法院制度的機構，除此以外還肩負著與其管理職責相關的文化資產保護、以及各種災害的積極救助與防止的任務。
由於其人員自創立以來都有不足的傾向，也因此在人才募集上，積極性的採用有優秀才能的人。

#### 設施
總局
正式名稱為「時空管理局本局」，顧名思義是時空管理局的局本部。外觀為一艘有著完整都市機能的大型艦艇。內部除了有著「無限書庫」，還包括其整備整個次元航行艦隊的相關設施。
無限書庫
時空管理局的設施之一，收集著其管理的次元世界內，所有書籍以及相關情報的超大型資料庫。
其外觀有著深不見底的洞穴，穴壁則以書架的方式呈現其資料。內部完全是無重力空間，因此即使因為找尋資料而需要移動，也不用花太多的力氣。
由於自成立以來，其資料量不斷暴增，加上缺乏相關的專業管理人員，因此無限書庫的資料搜尋被視為一項耗時費工的任務。
闇之書事件中，尤諾進入無限書庫發揮了他驚人的調查與統整能力，也因此被時空管理局招攬，成為了其成立以來第一任的管理長。之後還開始了書庫內的資料整理。
尤諾曾說；「這裡（無限書庫）是不管什麼資料都能找的出來的地方」。

#### 部隊、部署
次元航行部隊
搭乘能夠航行於各個次元世界艦艇的部隊總稱。包含本系列中常出現的艦艇阿斯拉就是其中的一支。
簡單來說，是代替時空管理局管理特定範圍次元世界的部署。
地面本部
在米德其魯達主管地面安全，和次元航行部隊矛盾很大。
教育隊
主要擔任時空管理局內部人員培養任務的一個部署。由管理局的局員組成的戰技教導隊負責戰技上的訓練。
士官學校與陸士訓練學校，也屬於這個部署。
武裝隊
是時空管理局對應預期性戰鬥的前線部隊，除了包含一般專門戰鬥的魔導師，還存在著由航空魔導師組成的武裝航空隊。
陸士隊
以擔任在米得基魯達維持治安任務的一個部署，有著許多的陸戰魔導師。
其構成還包括了陸上警備隊與陸上救援隊。
自然保護隊
擔任各個世界的自然保護與調查的部署。
遺失物管理部
主要擔任太古遺產的探索、搜查與保存的部署，並且依照其任務分為數個科（或稱「課」），抬頭名稱統一為「機動」。
因為任務的因素，其配屬的魔導師都是一時之選。
Strikers中的機動六科，是其最新成立的部門。

#### 個人職位的稱呼
提督
在時空管理局內，屬於較高階層的職稱。也有艦艇的艦長兼任此職。
執務官
在時空管理局內，擔任事件發生時第一線的搜查與指揮、必要時得執法的職稱。
臨時魔導師
在時空管理局內，有著相當大權限的職稱；雖然如此，但僅限於時空管理局委託事務內的相關權限。
平民身份的魔導師，也可以藉此職稱協助時空管理局。A's時期的奈葉與菲特就是一例。
搜查官
應該是在事件發生前把事件解決及把危險品找回來和事件發生時幫手打資料的職稱，但應有一定的權限。
醫務官
擔任醫療相關的職稱。
自然保護官
擔任特定區域內，其自然生態的保護與調查的職稱。

#### 階級
「陸」、「空」的分類
依照（時空管理局）局內的魔導師們是否擁有飛行能力而分類。顧名思義，擁有飛行能力的為「空」，不具有的為「陸」。
由於一般執行支援、後勤任務的魔導師不一定要具有飛行能力，故在時空管理局內以「陸」分類的階級為大宗。
但注意，“陆”分类魔导师不是全都不会飞。
而在階級上，「陸」與「空」都是平等的。
作中出現的階級
| 正式名稱         | 簡稱     | 中國相對名稱       | 台灣相對名稱                 |
| ---------------- | -------- | ------------------ | ---------------------------- |
| 名譽元帥         | 元帥     | （不明或沒有）     | 特级上将（2000已廢除）       |
| 中將             | （同左） | （同左）           | （同左）                     |
| 少將             | （同左） | （同左）           | （同左）                     |
| 一等（空／陸）佐 | 一佐     | 上校               | （同左）                     |
| 二等（空／陸）佐 | 二佐     | 中校               | （同左）                     |
| 三等（空／陸）佐 | 三佐     | 少校               | （同左）                     |
| 一等（空／陸）尉 | 一尉     | 上尉               | （同左）                     |
| 二等（空／陸）尉 | 二尉     | 中尉               | （同左）                     |
| 三等（空／陸）尉 | 三尉     | 少尉               | （同左）                     |
| 準（空／陸）尉   | 準尉     | 六級士官           | 無編制(1980廢除)             |
| （空／陸）曹長   | 曹長     | 五級士官           | 一等士官長                   |
| （空／陸）曹     | 曹       | 四級士官／三級士官 | 二等士官長／三等士官長／上士 |
| （防災）士長     | 士長     | 四級士官／三級士官 | 中士／下士                   |
| 一等（空／陸）士 | （同左） | 上等兵             | （同左）                     |
| 二等（空／陸）士 | （同左） | 列兵               | 一等兵                       |
| 三等（空／陸）士 | （同左） | （不明或沒有）     | 二等兵                       |
| 研修生           | （同左） | 學員               | 学员生                       |

昴 防災士長
執務官（克罗诺曾任、菲特现任）、特别搜查官（疾风现任），属于“职务”，原则上与军衔无关，需要通过特别考试方可担任。
將官等級似乎是個特例，沒有「空」、「陸」分類，詳細狀況並不明確。

## 外部連結
- （日語）魔法少女奈葉系列官方網站 （页面存档备份，存于）
- （日語）魔法少女奈葉官方網站 （页面存档备份，存于）
- （日語）魔法少女奈葉A's官方網站 （页面存档备份，存于）
- （日語）魔法少女奈葉StrikerS官方網站 （页面存档备份，存于）
- （中文）魔法少女奈葉漫畫介紹[永久]